# Aeolus theridii
Aeolus theridii là một loài bọ cánh cứng trong họ Elateridae. Loài này được Hickman miêu tả khoa học năm 1967.